# Kamil Gradek
Kamil Gradek (født 17. september 1990 i Koziegłowy) er en cykelrytter fra Polen, der kører for Fejl i Modul:Cykelhold: Wikidata-entitet ikke angivet..